# Raymond Chassagne
Pour les articles homonymes, voir Chassagne.
Raymond Chassagne est un poète haïtien, né le 13 février 1924 à Jérémie (Haïti) et mort le 27 mai 2013 à Longueil (Québec, Canada).

## Biographie
Raymond Chassagne fait ses études secondaires au collège Henri-Odéide de Port-au-Prince. Il devient officier dans l'armée d'Haïti à l'époque du dictateur François Duvalier. En 1957, il s'exile, après avoir subi un emprisonnement de neuf mois à la suite d'un procès politique. Son frère, Roland Chassagne, qui est également officier, est arrêté par les Tontons Macoute le 26 avril 1963 à Port-au-Prince et assassiné. 
Il vit aux États-Unis de 1959 à 1966, puis s'installe au Canada où il suit un cursus universitaire (maîtrise à l’université McGill en 1975 ; doctorat en littérature à l’université de Montréal en 1979, année où il soutient sa thèse sur l'écrivain martiniquais Édouard Glissant).
Il rentre en Haïti en 1979, où il enseigne la littérature à l'Université d'État. Il écrit dans plusieurs revues et participe à des émissions de radio et de télévision. En 1994, il s'établit à Port-Salut, sur la côte sud.
En 2007, il retourne s'installer au Canada.

## Œuvre

### Poésie
- Mots de passe, Sherbrooke, Naaman, 1976.
- Incantatoire, illustrations de Patrick Vilaire, Port-au-Prince, Éditions Regain, 1996.
- Carnet de bord, Montréal, Mémoire d'encrier, 2004.
- Éloge du paladin, Montréal, Mémoire d'encrier, 2012.

### Essais
- Le gré de force (manifeste solitaire), Port-au-Prince, Raymond Chassagne, 1998 ; Port-au-Prince, Éditions Reed, 1999.
- Petit manuel du citoyen / Yon ti liv pou tout sitwayen, livre didactique bilingue pour la formation citoyenne, Port-au-Prince, Raymond Chassagne et Fonds des Droits humains (Fon Dwa Moun), 1999.